# Zafer repülőtér
A Zafer repülőtér (IATA: KZR, ICAO: LTBZ) Törökország egyik kisebb jelentőségű nemzetközi repülőtere, amely Altıntaş közelében található. Éves utasforgalma 57 370 fő (2022).

## Légitársaságok és úticélok
2023-ban a Zafer repülőtérről az alábbi járatok indulnak:
| Légitársaság     | Célállomások                                 |
| ---------------- | -------------------------------------------- |
| Eurowings        | Szezonális: Köln/Bonn, Düsseldorf, Stuttgart |
| Pegasus Airlines | Szezonális: Köln/Bonn, Düsseldorf, Brüsszel  |
| SunExpress       | Szezonális: Düsseldorf                       |
| Turkish Airlines | Istanbul                                     |

## Futópályák
A repülőtér futópályái:
- 12/30

## Forgalom
Az utasforgalom az elmúlt években az alábbi módon változott:
| Utasok száma |      | 3181 | 84 774 | 86 577 | 86 733 | 103 364 | 99 826 | 16 450 | 22 936 | 57 370 |
|              | 2011 | 2012 | 2013   | 2015   | 2016   | 2017    | 2018   | 2020   | 2021   | 2022   |